# Severoněmecké fotbalové mistrovství
Severoněmecké fotbalové mistrovství (německy: Norddeutsche Fußballmeisterschaft) byla nejvyšší fotbalová soutěž pořádající se na území Meklenburska-Předního Pomořanska, Dolního Saska a Šlesvicka-Holštýnska. Soutěž pořádala asociace Norddeutscher Fußball-Verband (NFV).

## Přehled
Německý fotbal byl od počátků organizován do jednotlivých regionálních svazů, které měli své vlastní soutěže. Ty existovaly ještě před vznikem prvního německého celostátního mistrovství v roce 1903. Právě vítězové (později i vicemistři) různých regionálních soutěží postupovaly do celostátní soutěže, která trvala necelý měsíc, v níž se pak kluby utkaly vyřazovacím způsobem. Zde je seznam regionálních soutěží až do jejich zrušení nacistickou stranou v roce 1933:
- Baltské fotbalové mistrovství – založené v roce 1908
- Braniborské fotbalové mistrovství – založené v roce 1898
- Jihoněmecké fotbalové mistrovství – založené v roce 1898
- Severoněmecké fotbalové mistrovství – založené v roce 1906
- Fotbalové mistrovství Severovýchodního Německa – založené v roce 1906
- Středoněmecké fotbalové mistrovství – založené v roce 1902
- Západoněmecké fotbalové mistrovství – založené v roce 1903

## Nejlepší kluby v historii - podle počtu titulů
| Vítězové nejvyšší ligové soutěže |        |                                                            |
| Klub                             | Tituly | Vítězné ročníky                                            |
| Hamburger SV                     | 11     | 1921, 1922, 1923, 1924, 1925, 1928, 1929, 1931, 1932, 1933 |
| Holstein Kiel                    | 6      | 1910, 1911, 1912, 1926, 1927, 1930                         |
| SC Victoria Hamburg              | 2      | 1906, 1907                                                 |
| Eintracht Braunschweig           | 2      | 1908, 1913                                                 |
| Altona 93                        | 2      | 1909, 1914                                                 |
| Borussia Harburg                 | 1      | 1917                                                       |
| KV Victoria/88 Hamburg           | 1      | 1919                                                       |
| SV Arminia Hannover              | 1      | 1920                                                       |

## Vítězové jednotlivých ročníků
| Norddeutsche Fußballmeisterschaft (1906 – 1933)                        |                            |                                 |                      |
| Ročník                                                                 | Severoněmecký mistr        | Umístění v německém mistrovství | Německý mistr        |
| 1905 – 1906                                                            | SC Victoria Hamburg (1)    | Čtvrtfinále                     | VfB Leipzig          |
| 1906 – 1907                                                            | SC Victoria Hamburg (2)    | Semifinále                      | Freiburger FC        |
| 1907 – 1908                                                            | Eintracht Braunschweig (1) | Čtvrtfinále                     | Berliner FC Viktoria |
| 1908 – 1909                                                            | Altona 93 (1)              | Semifinále                      | Karlsruher FC Phönix |
| 1909 – 1910                                                            | Holstein Kiel (1)          | Finále                          | Karlsruher FV        |
| 1910 – 1911                                                            | Holstein Kiel (2)          | Semifinále                      | Berliner FC Viktoria |
| 1911 – 1912                                                            | Holstein Kiel (3)          | Vítěz                           | Holstein Kiel        |
| 1912 – 1913                                                            | Eintracht Braunschweig (1) | Semifinále                      | VfB Leipzig          |
| 1913 – 1914                                                            | Altona 93 (2)              | Čtvrtfinále                     | SpVgg Fürth          |
| • Severoněmecké mistrovství se v sezónách 1914/15 až 1915/16 nekonalo. |                            |                                 |                      |
| 1916 – 1917                                                            | Borussia Harburg (1)       | nekonalo se                     | nekonalo se          |
| • Severoněmecké mistrovství se v sezóně 1917/18 nekonalo.              |                            |                                 |                      |
| 1918 – 1919                                                            | KV Victoria/88 Hamburg (1) | nekonalo se                     | nekonalo se          |
| 1919 – 1920                                                            | SV Arminia Hannover (1)    | Čtvrtfinále                     | 1. FC Norimberk      |
| 1920 – 1921                                                            | Hamburger SV (1)           | Čtvrtfinále                     | 1. FC Norimberk      |
| 1921 – 1922                                                            | Hamburger SV (2)           | Finále                          | žádný                |
| 1922 – 1923                                                            | Hamburger SV (3)           | Vítěz                           | Hamburger SV         |
| 1923 – 1924                                                            | Hamburger SV (4)           | Finále                          | 1. FC Norimberk      |
| 1924 – 1925                                                            | Hamburger SV (5)           | Osmifinále                      | 1. FC Norimberk      |
| 1925 – 1926                                                            | Holstein Kiel (4)          | Semifinále                      | SpVgg Fürth          |
| 1926 – 1927                                                            | Holstein Kiel (5)          | Čtvrtfinále                     | 1. FC Norimberk      |
| 1927 – 1928                                                            | Hamburger SV (6)           | Vítěz                           | Hamburger SV         |
| 1928 – 1929                                                            | Hamburger SV (7)           | Čtvrtfinále                     | SpVgg Fürth          |
| 1929 – 1930                                                            | Holstein Kiel (6)          | Finále                          | Hertha BSC           |
| 1930 – 1931                                                            | Hamburger SV (8)           | Semifinále                      | Hertha BSC           |
| 1931 – 1932                                                            | Hamburger SV (9)           | Čtvrtfinále                     | FC Bayern Mnichov    |
| 1932 – 1933                                                            | Hamburger SV (10)          | Osmifinále                      | Fortuna Düsseldorf   |